# Puech del Pal
Pour les articles homonymes, voir Puech et Puech (montagne).
Le puech del Pal, aussi nommé puech du Pal ou pic du Pal, se situe sur la commune de Vézins-de-Lévézou en Aveyron, au nord-est du plateau du Lévézou, dont il constitue le point culminant, à 1 155 m d'altitude.

## Géographie

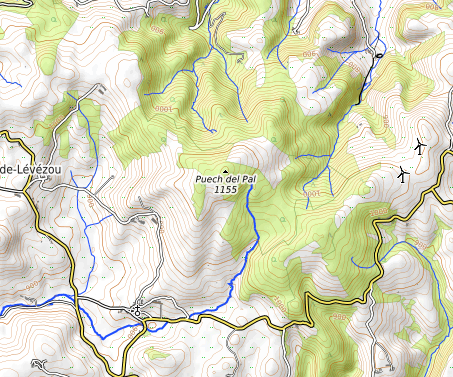
Carte topographique du puech del Pal.

De son sommet, on a une vue immédiate sur la vallée de l'Aveyron, puis sur les monts d'Aubrac au nord, sur le causse du Larzac et les monts de Lacaune au sud.
La rivière Viaur y prend sa source à une altitude de 1 090 mètres non loin du hameau de Laclaux.
À proximité de ce puech (en occitan puèg signifie « mont ») se trouvent le pic du Pendu (1 074 mètres) et le mont Caune (1 040 mètres).
Aux alentours, de nombreux chemins ruraux permettent de se déplacer sur la montagne boisée des Palanges et sur le plateau du Lévézou.

## Environnement
Le puech del Pal a été déclaré zone naturelle d'intérêt écologique faunistique et floristique, par la présence de deux tourbières typiques du Lévézou, pour son intérêt ornithologique avec des sites de nidification du milan royal, bruant jaune, traquet tarier, caille, traquet motteux, circaète, pipit farlouse, et pouillot siffleur et pour son intérêt ichtyologique avec d'excellentes frayères à truites près des sources du Viaur.